# Калинівка (Березинський район)
Калинівка (біл. вёска Калінаўка) — село в складі Березинського району Мінської області, Білорусь. Село підпорядковане Мачеській сільській раді, розташоване в східній частині області.